# Euthyneura matura
Euthyneura matura är en tvåvingeart som beskrevs av Axel Leonard Melander 1927. Euthyneura matura ingår i släktet Euthyneura och familjen puckeldansflugor.
Artens utbredningsområde är Washington. Inga underarter finns listade i Catalogue of Life.